# Ернст Зобе
Ернст Зобе (нім. Ernst Sobe; 2 вересня 1904, Бауцен — 8 жовтня 1942, Атлантичний океан) — німецький офіцер-підводник, фрегаттен-капітан крігсмаріне.

## Біографія
31 березня 1924 року вступив в рейхсмаріне. З 12 вересня 1936 по 14 лютого 1938 року — командир підводного човна U-34, з червня 1938 року — 7-ї флотилії підводних човнів, з січня 1940 по листопад 1941 року — AGRU-Front, одночасно з 1 липня по 23 листопада 1941 року — 27-ї флотилії підводних човнів, з 7 березня 1942 року — U-179. 15 серпня вийшов у свій перший і останній похід. 8 жовтня потопив британський торговий пароплав City of Athens, який перевозив 5646 тонн військових товарів і генеральних вантажів, включаючи вибухівку; з 99 членів екіпажу 1 загинув. Того ж дня U-179 був потоплений в Південній Атлантиці біля Кейптауна (33°28′ пд. ш. 17°05′ сх. д.) глибинними бомбами британського есмінця «Ектів». Всі члени екіпажу (61 особа) загинули.

## Звання
- Кандидат в офіцери (31 березня 1924)
- Морський кадет (19 червня 1925)
- Фенріх-цур-зее (1 квітня 1926)
- Лейтенант-цур-зее (1 жовтня 1928)
- Оберлейтенант-цур-зее (1 липня 1930)
- Капітан-лейтенант (1 квітня 1935)
- Корветтен-капітан (1 липня 1939)
- Фрегаттен-капітан (1 жовтня 1942)

## Нагороди
- Медаль «За вислугу років у Вермахті» 4-го і 3-го класу (12 років)